# ليمون حامض

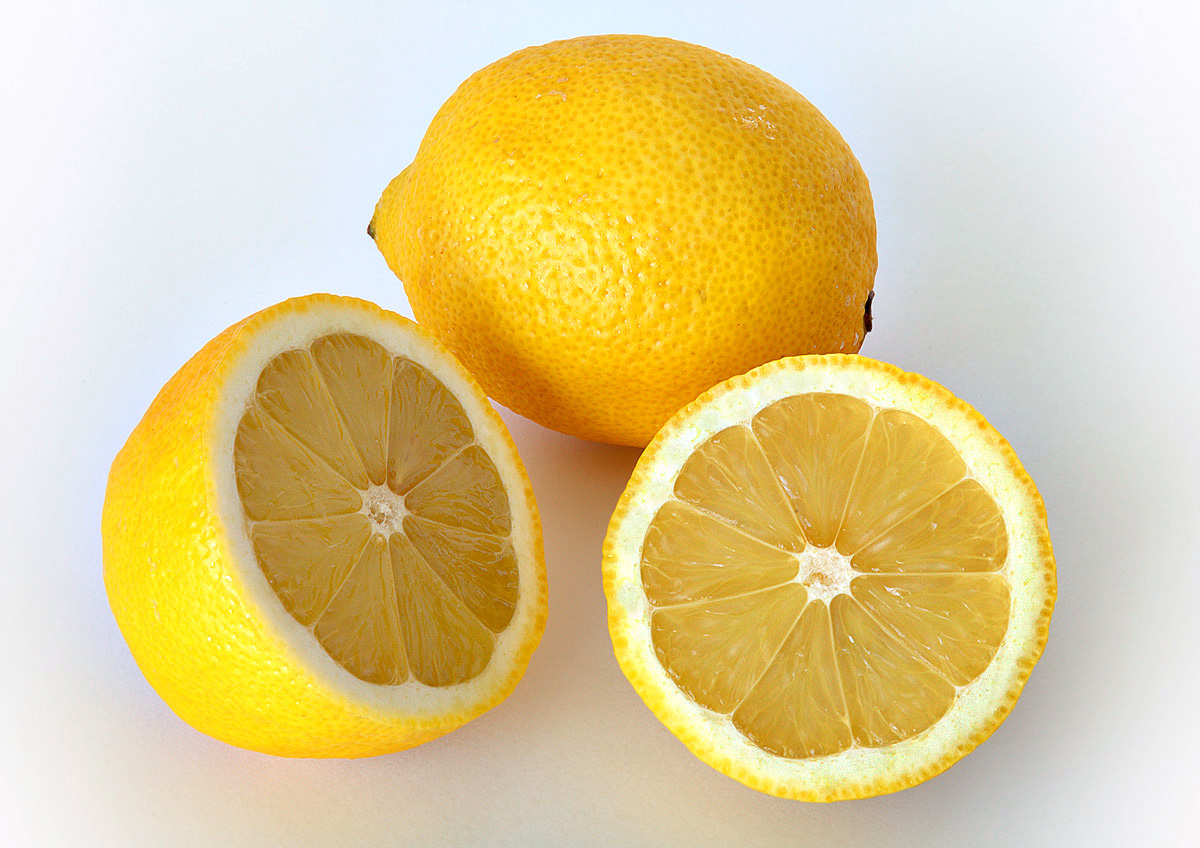
ليمون

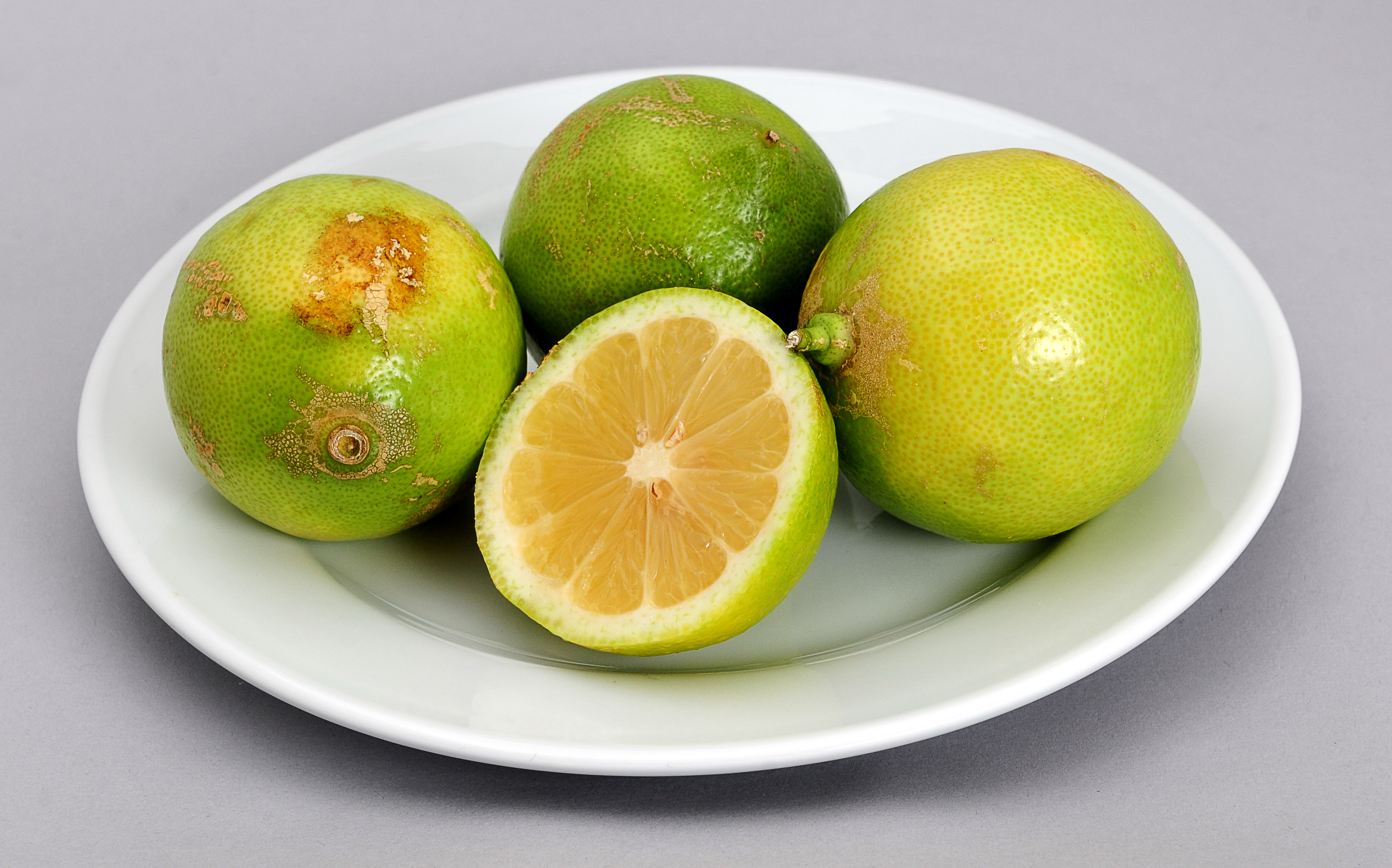

الليمون الحامض (الاسم العلمي: Citrus limon) هو نوع من النباتات يتبع جنس الليمون من الفصيلة السذابية.

## الوصف النباتي
شجرة الليمون في العادة تكون صغيرة، أعلى طول يمكن أن تصل إليه هو ستة أمتار تقريباً.
الثمرة بيضوية الشكل، صفراء اللون، مذاقها حامض. وعصير الليمون شائع الاستخدام في الطبخ، بالإضافة إلى أن الليمون يستخدم لإضافة النكهة إلى بعض المشروبات مثل مشروب الليمون (الليمونادة) أو بعض المشروبات الغازية.

## المكونات
| ليمون، خام، دون قشر | ليمون، خام، دون قشر   |
| --- | --------------------- |
| |                       |
| |                       |
| القيمة الغذائية لكل (100 غرام) |                       |
| الطاقة الغذائية | 121 كـجول (29 ك.سعرة) |
| الكربوهيدرات | 9.32 g                |
| السكر | 2.50 g                |
| ألياف غذائية | 2.8 g                 |
| البروتين |                       |
| بروتين كلي | 1.10 g                |
| الدهون |                       |
| دهون | 0.30 g                |
| الفيتامينات |                       |
| الثيامين (فيتامين ب١) | 0.040 مليغرام (3%)    |
| الرايبوفلافين (فيتامين ب٢) | 0.020 مليغرام (1%)    |
| نياسين (Vit. B3) | 0.100 مليغرام (1%)    |
| فيتامين ب٥ أو حمض بانتوثينيك | 0.190 مليغرام (4%)    |
| فيتامين بي6 | 0.080 مليغرام (6%)    |
| ملح حمض الفوليك (فيتامين ب9) | 11 ميكروغرام (3%)     |
| فيتامين ج | 53.0 مليغرام (88%)    |
| معادن وأملاح |                       |
| كالسيوم | 26 مليغرام (3%)       |
| الحديد | 0.60 مليغرام (5%)     |
| مغنيزيوم | 8 مليغرام (2%)        |
| فسفور | 16 مليغرام (2%)       |
| بوتاسيوم | 138 مليغرام (3%)      |
| زنك | 0.06 مليغرام (1%)     |
| معلومات أخرى |                       |
| النسب المئوية هي نسب مقدرة بالتقريب باستخدام التوصيات الأمريكية لنظام الغذاء للفرد البالغ. المصدر: قاعدة بيانات وزارة الزراعة الأميركية للمواد الغذائية |                       |
| تعديل مصدري - تعديل |                       |

يعتبر الليمون من أغنى الثمار بفيتامينات ب وج (الذي قد يسمى فيتامين ث أو سي)، من الأمثلة على فيتامينات ب فيتامين ب2 أو الريبوفلافين وهو مهم لتكوين كريات الدم الحمراء وإنتاج الأجسام المضادة، وكذلك فيتامين ب3 أو النياسين الذي يؤدي نقصه إلى الإصابة بمرض البلاجرا. وأيضاً يحتوي الليمون على مواد كربوهيدراتية وعدد من المركبات المعدنية مثل الكالسيوم والبوتاسيوم. أما من ناحية فيتامينات ج فهي مهمة لصحة العظام والأسنان واللثة.

## الإنتاج

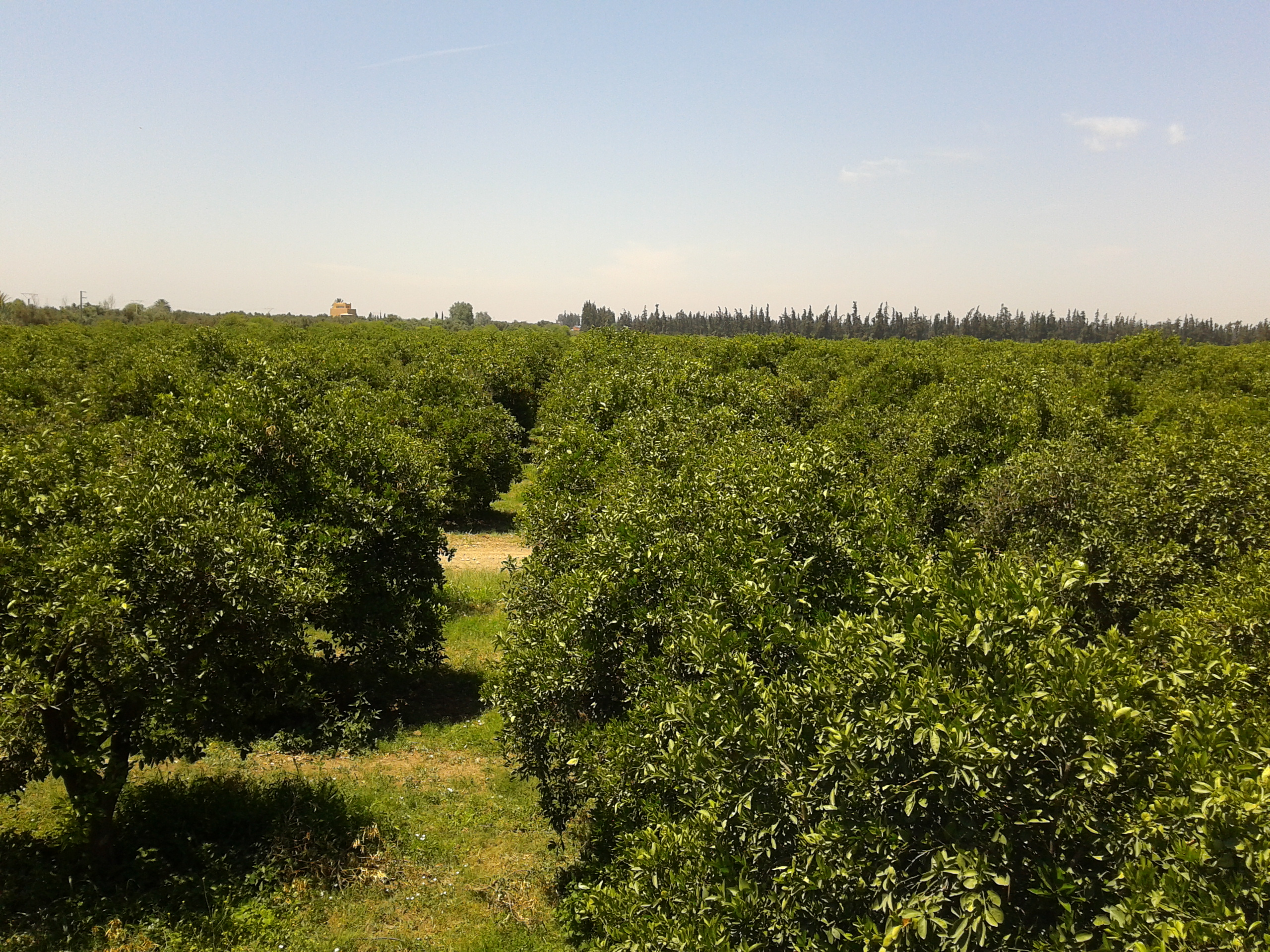
ضيعة فلاحية لإنتاج الليمون بمدينة تارودانت جنوب المغرب

| البلد            | الإنتاج (طن) | البلد        | الإنتاج (طن) |
| ---------------- | ------------ | ------------ | ------------ |
| الهند            | 3.148.000    | جنوب أفريقيا | 474.149      |
| المكسيك          | 2.547.834    | إيران        | 445.460      |
| الصين            | 2.524.315    | إيطاليا      | 378.992      |
| الأرجنتين        | 1.989.400    | مصر          | 353.111      |
| البرازيل         | 1.481.322    | السودان      | 283.351      |
| تركيا            | 1.100.000    | بيرو         | 270.663      |
| إسبانيا          | 1.087.232    | تشيلي        | 151.083      |
| الولايات المتحدة | 812.840      | تايلاند      | 120.177      |

## صور

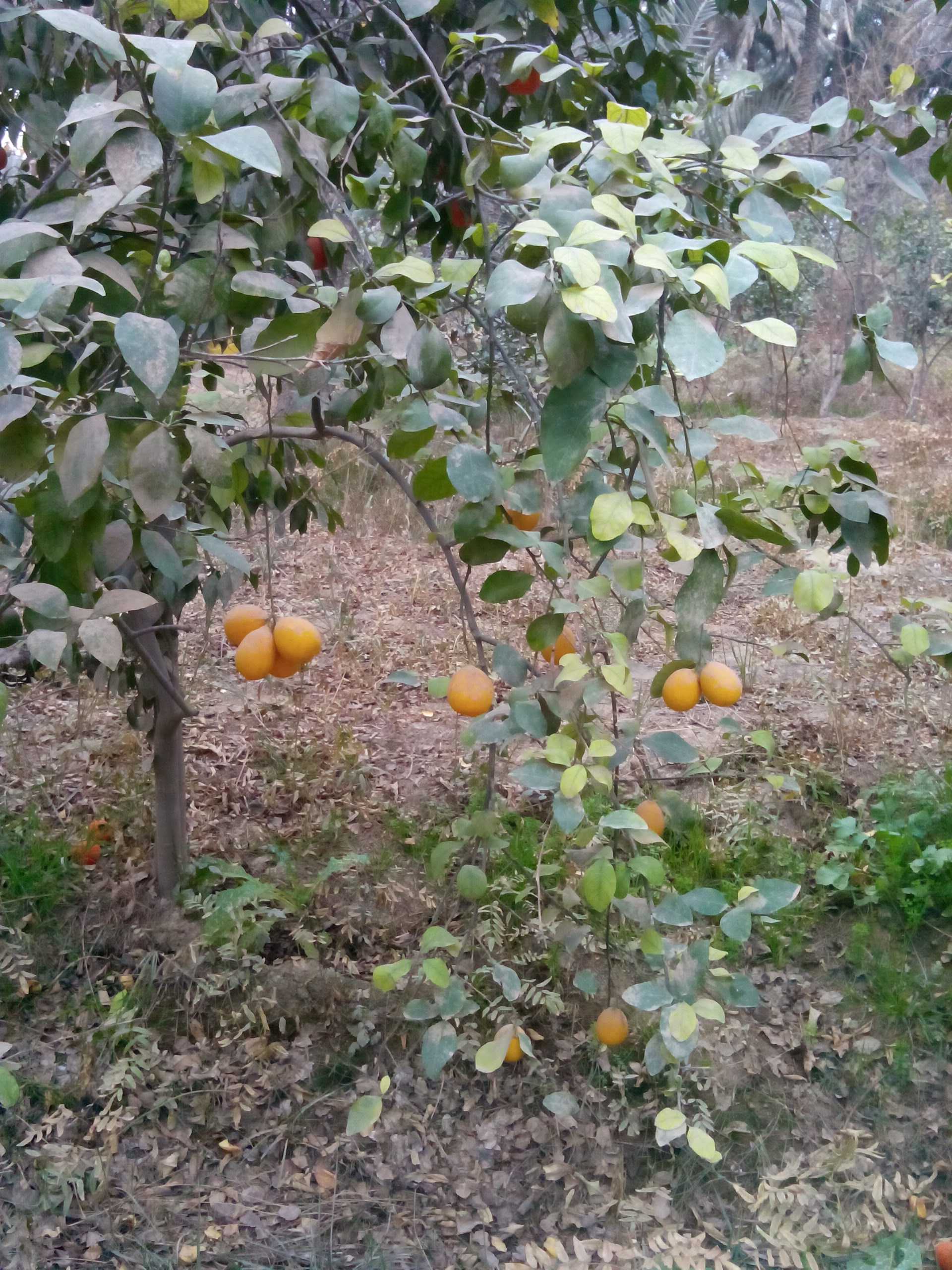
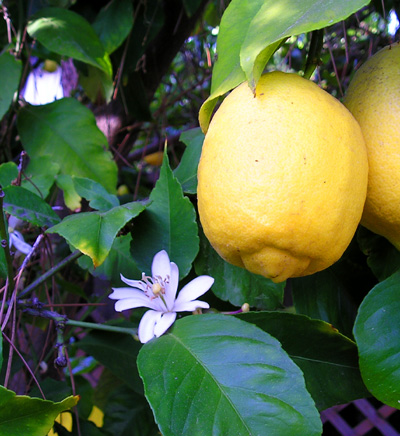
زهور وثمار
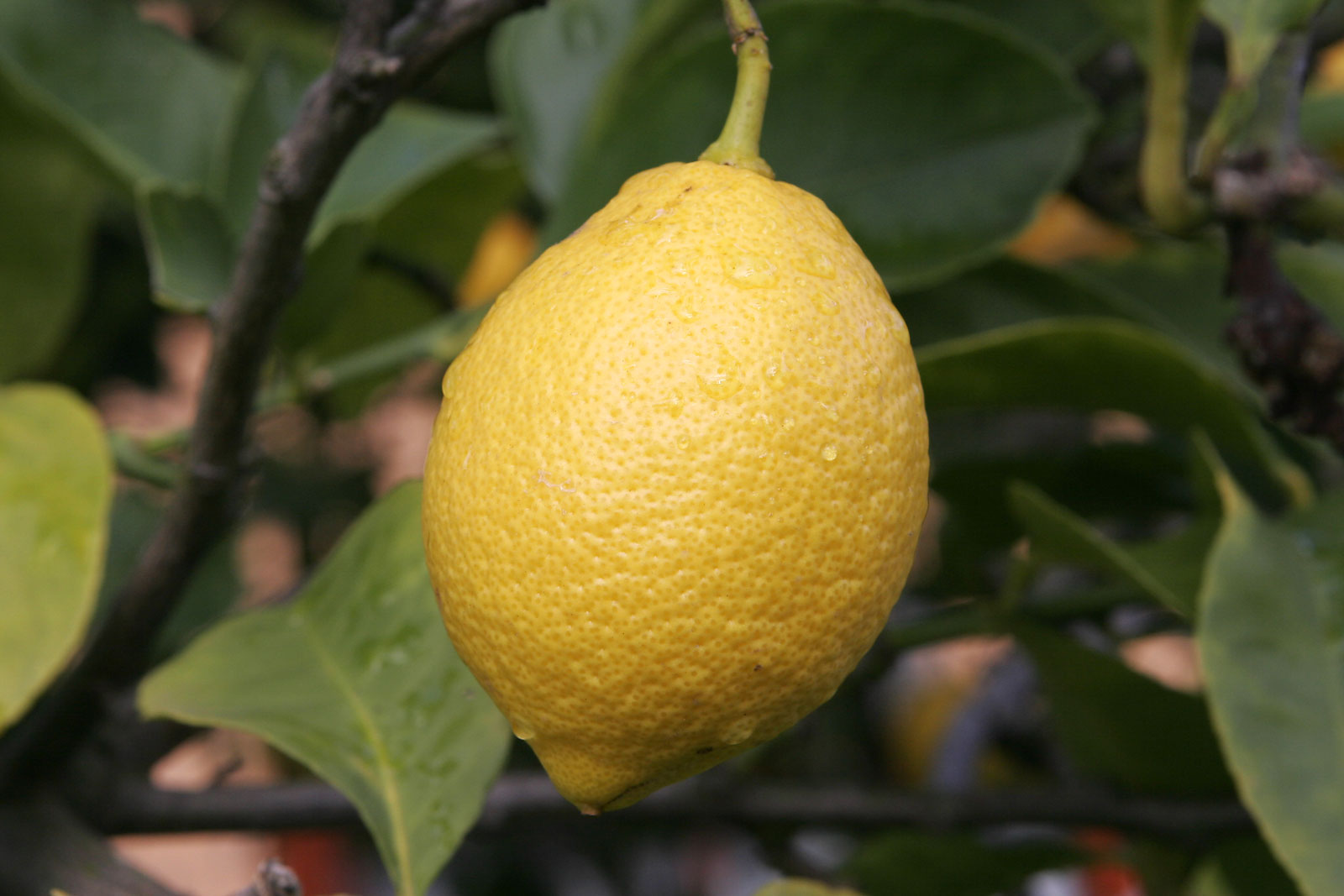
ليمون
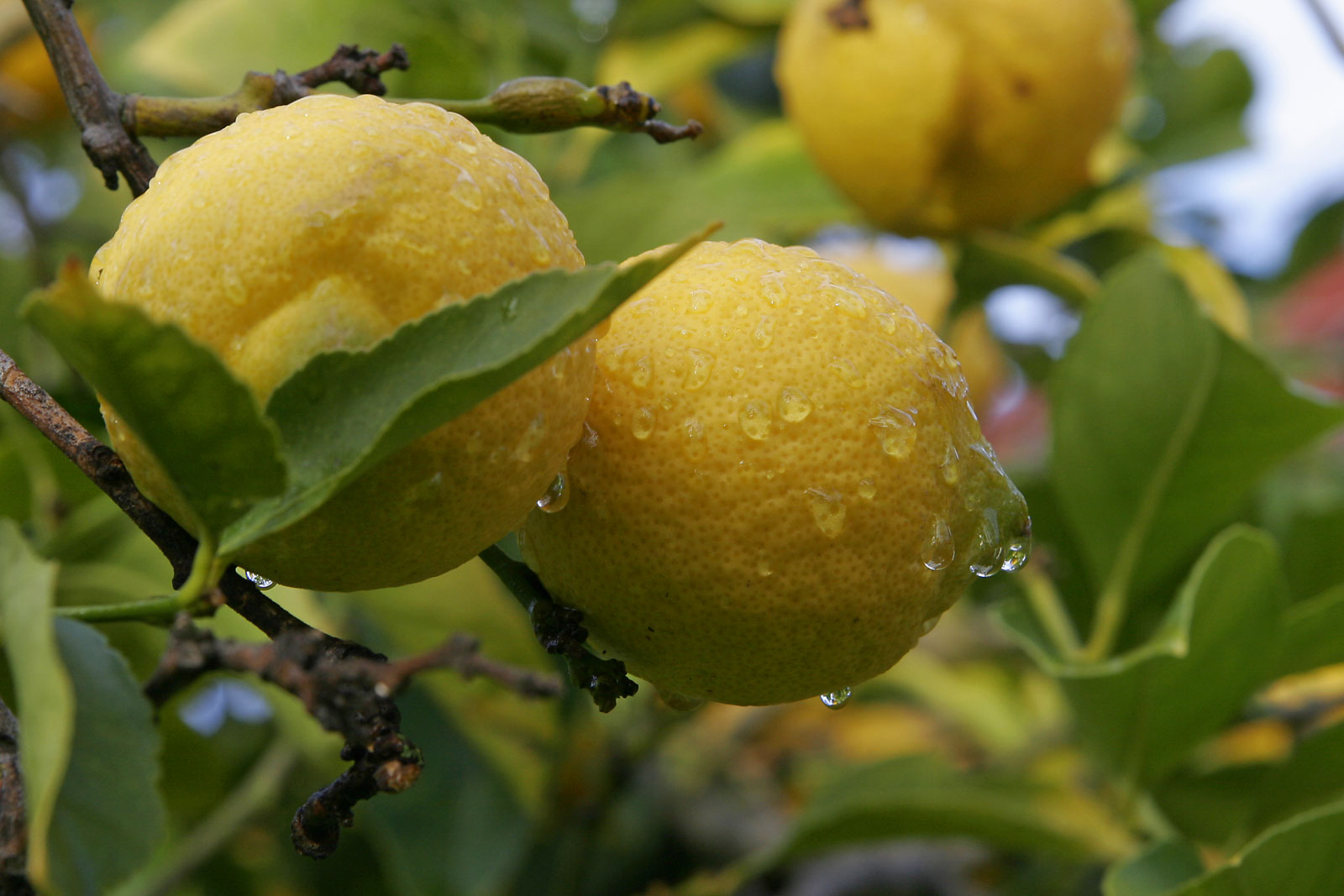
ليمون
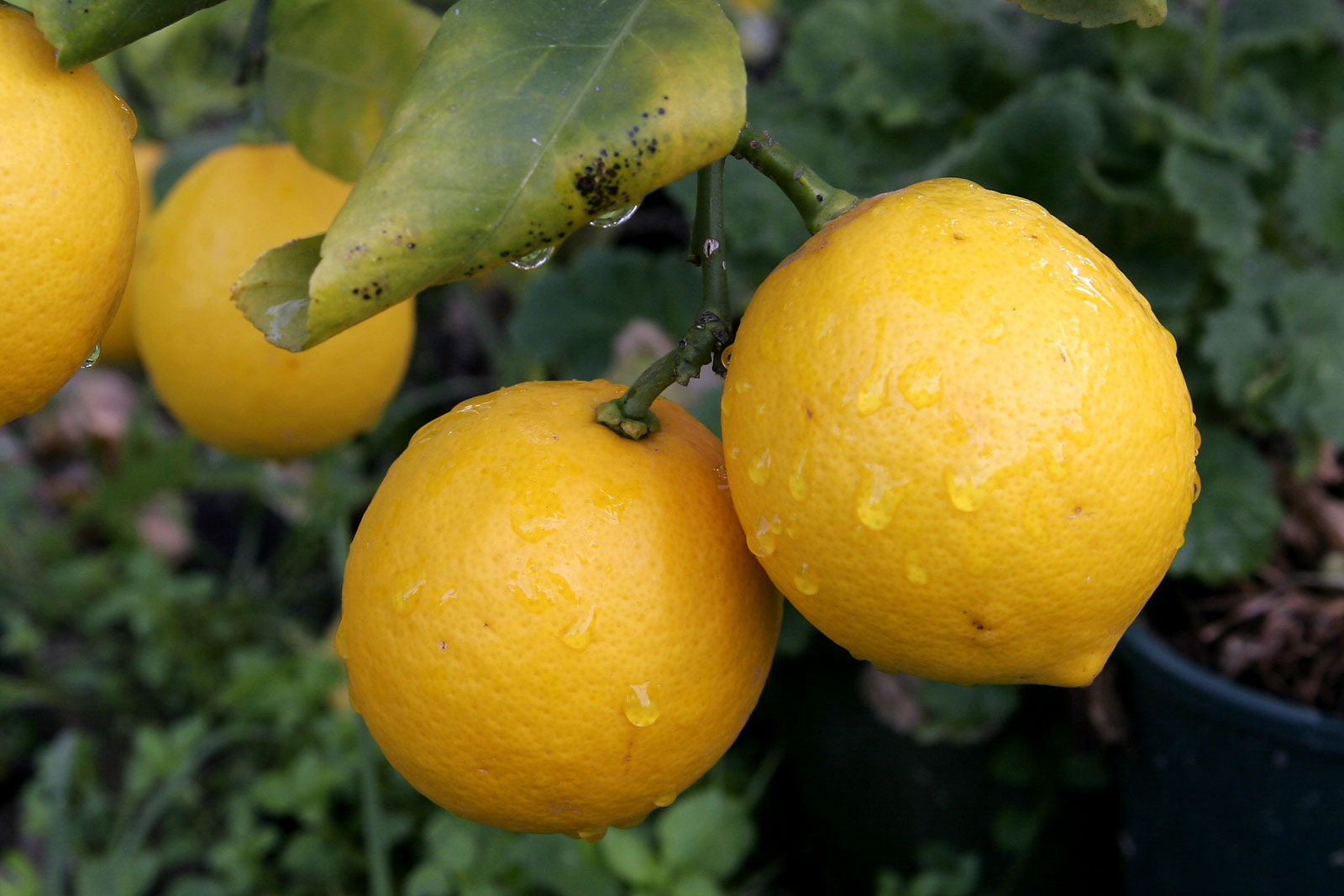
ليمون
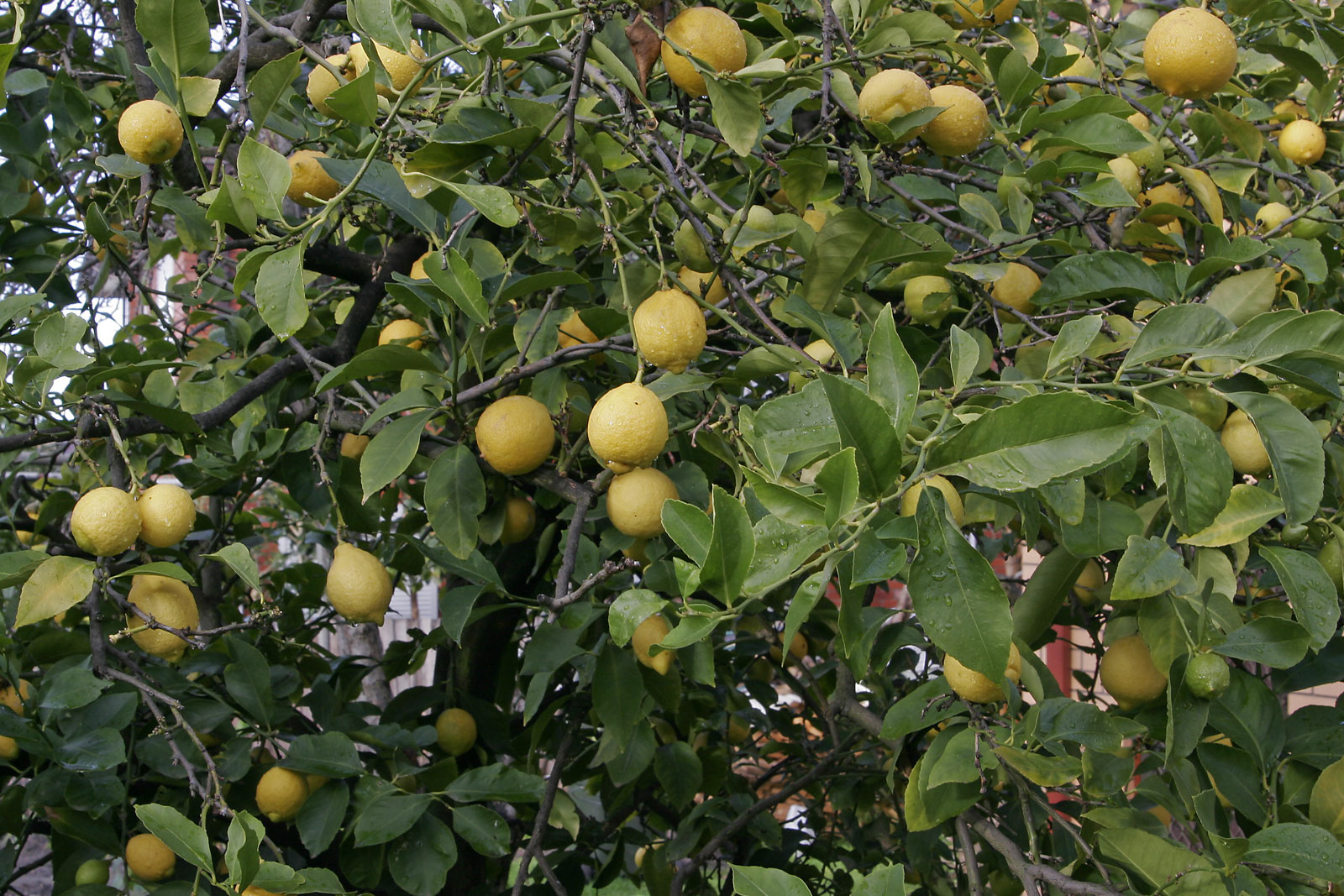
شجرة ليمون
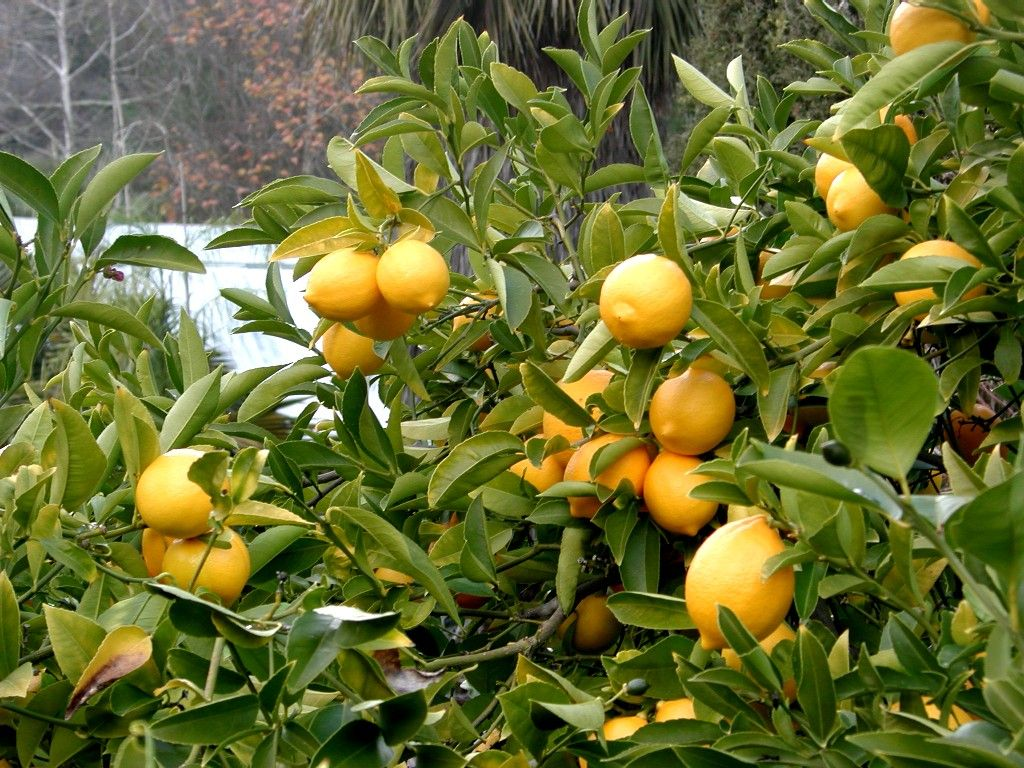
ليمون على الشجر
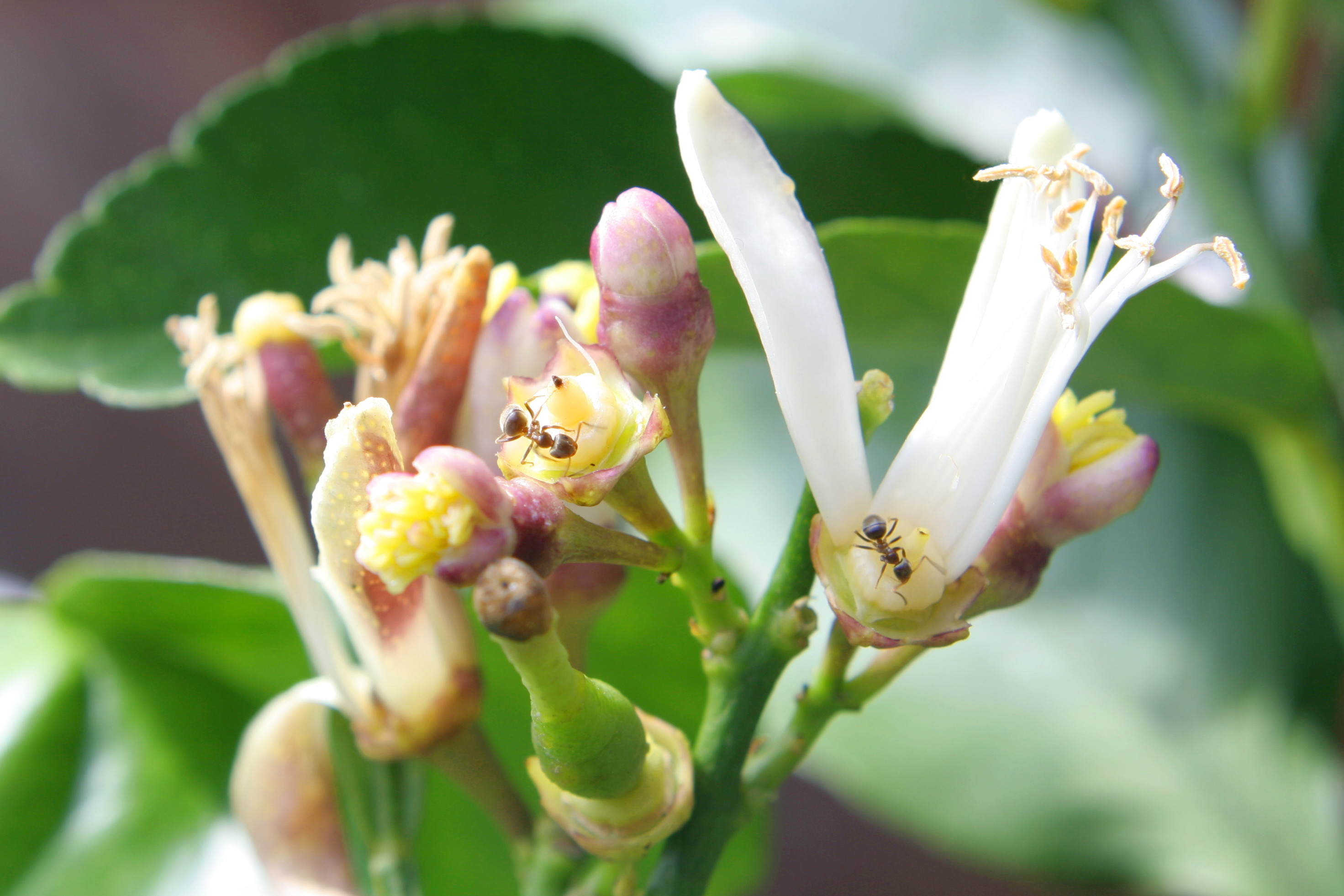
أزهار شجرة ليمون
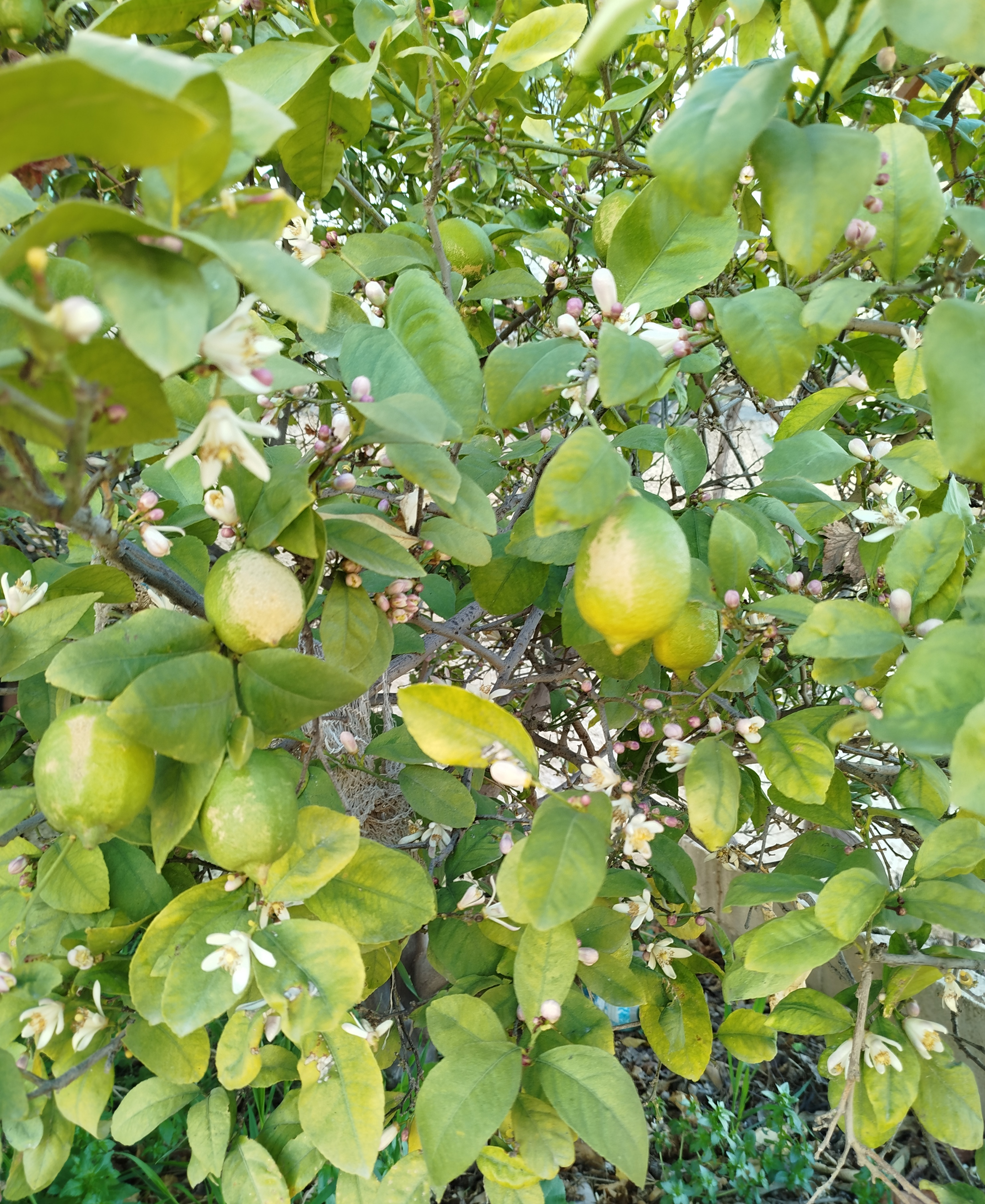
ليمون حامض على الشجرة